# VEB Wälzlagerfabrik „Josef Orlopp“

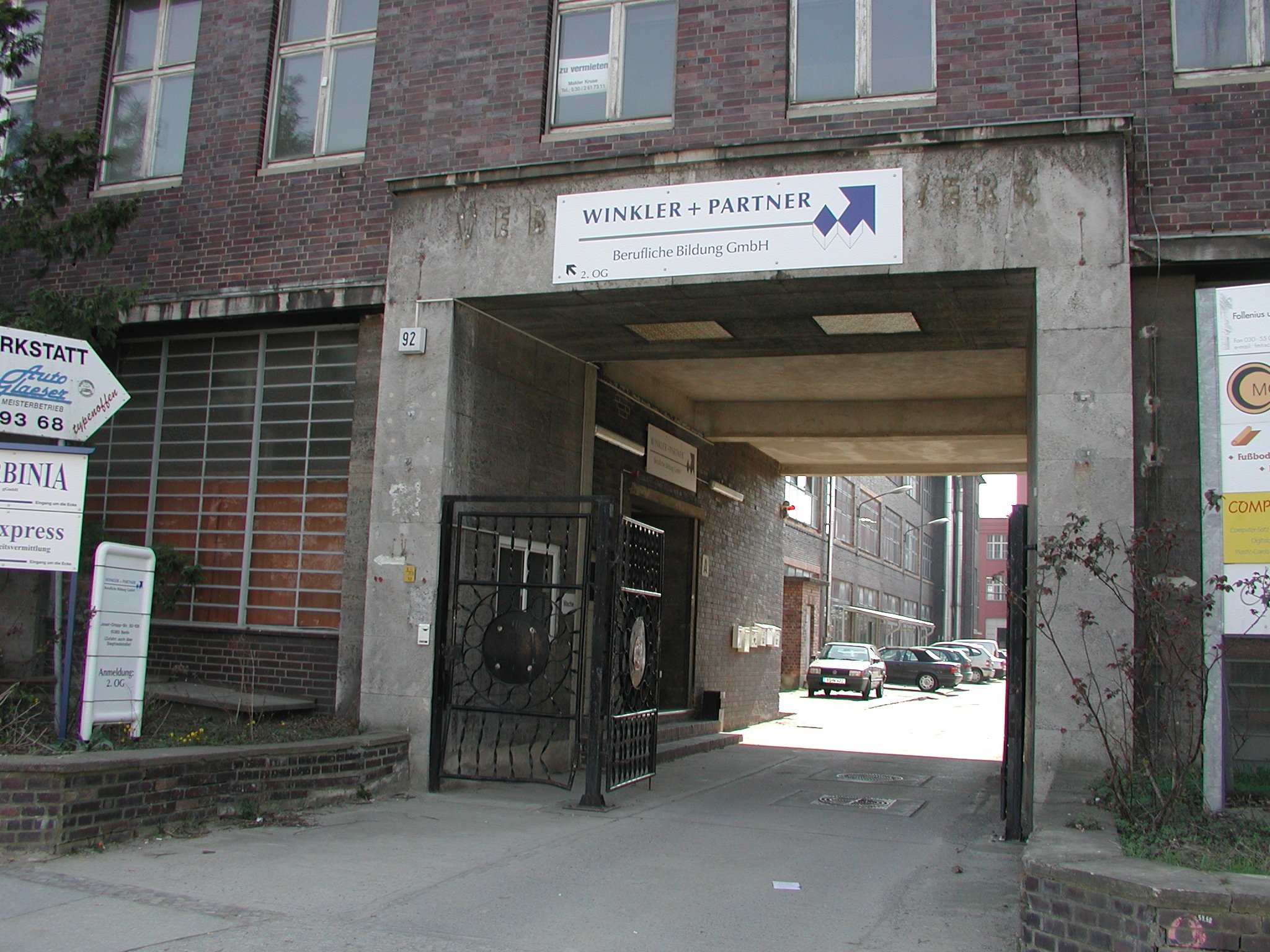
Haupteinfahrt des ehemaligen Wälzlagerwerks, die Torflügel sind mit stilisierten Wälzlagern geschmückt

Die Wälzlagerfabrik „Josef Orlopp“ war ein in der DDR produzierender Großbetrieb in Berlin-Lichtenberg. Seine Wälzlager in allen Größen und Bauformen fanden in zahlreichen Inlandsprodukten Verwendung, sie wurden aber auch in viele Länder exportiert. Die Werksgebäude in der damaligen Rittergutstraße (ab 1961 Josef-Orlopp-Straße) in Lichtenberg waren in den 1930er Jahren als Norddeutsche Kugellagerfabrik errichtet worden. Nach dem Zweiten Weltkrieg diente die Produktion zunächst als Reparationszahlung für die Sowjetunion. Gegen 1947 wurden die Einrichtungen in deutsches Eigentum zurück überführt, die Fabrik hieß nun Wälzlagerwerk Lichtenberg, ab 1949 wurde es volkseigen (VEB). Bis zum Ende der DDR erfolgten kontinuierliche Produktionserweiterungen. Nach einer Privatisierung durch die Treuhandanstalt wurde die Wälzlager-Produktion um 1992 eingestellt. Die teilweise denkmalgeschützten verbliebenen Werksgebäude werden kleinteilig von verschiedenen Dienstleistern genutzt.

## Geschichte

### Produktionsstätte für die Norddeutsche Kugellagerfabrik
Die zunehmende Entwicklung und der Einsatz von Fahrzeugen aller Art und von neuen Maschinen führte in den 1930er Jahren zur Gründung der Norddeutschen Kugellagerfabrik Brandt & Co. KG  (NKF). Als wahrscheinliche Betriebsgründer gelten der Maschinenschlosser Gerhardt Brandt, der Kaufmann Richard Brandt, der Ingenieur Franz Heindl sowie der Werk(zeugmacher)meister Willy Schulze.
Die Investoren erwarben um 1935 das Firmengelände der Deutschen Marmor- und Alabasterwerke GmbH als Baugelände im damaligen Bezirk Lichtenberg, auf der eine eigene Fabrik zur Herstellung von Kugellagern errichtet werden sollte. Der Charlottenburger Architekt Adolf Meyer-Luyken (1886–1960) entwarf im Auftrag der NKF einen Gebäudekomplex mit Produktionshalle, Lagerhalle, Expedition, Küche und Verwaltungsbau. In den Jahren 1938/39 wurden die Pläne von der Baugesellschaft Karl Eisenrieth und Co. GmbH aus Berlin-Friedenau umgesetzt. Während der Bauzeit wurde von der Terraingesellschaft Rittergut Lichtenberg noch das Nachbargrundstück (Nummer 44) hinzugekauft. In der damaligen Rittergutstraße 44–46 (seit 1961 Josef-Orlopp-Straße 92–96) entstand bis 1938 ein Fabrikensemble aus Stahlbeton in Klinkeroptik. Die Produktion von Kugellagern wurde 1939 aufgenommen.
Die Kugellager gehörten im Zweiten Weltkrieg zu den „kriegswichtigen Erzeugnissen“, weswegen zur Produktionssicherung in den beginnenden 1940er Jahren wegen der zur Wehrmacht eingezogenen Fachkräfte auch Zwangsarbeiter – teilweise bereits ab 14 Jahren – eingesetzt wurden.

### Nach 1945 bis 1990
Die Sowjetunion als Siegermacht des Zweiten Weltkriegs kannte die Wichtigkeit der Kugellagerproduktion und beschlagnahmte das Werk. Alle Kugellager gingen ab Juni 1945 als Reparationszahlung in die sowjetische Industrie.
Ab 1947 produzierten die Arbeiter wieder dringend benötigte Wälzlager für den deutschen Markt, vor allem auf reparierten oder aus Ersatzteilen zusammengebauten Einzelaggregaten wie Schleifmaschinen oder Drehmaschinen. Die Genauigkeit wurde mittels manueller Messeinrichtungen überprüft, der Zusammenbau der Lager erfolgte größtenteils in Handarbeit. Das Werk unterhielt in späteren Jahren außer den Fabrikationsanlagen in den großen Backsteinhallen auch eigene Betriebshandwerker wie Elektriker oder Schlosser. Es gab eine Werkfeuerwehr und einen Betriebskindergarten (Bornitzstraße 101).
Die schnell steigende Nachfrage nach Wälzlagern führte zur Errichtung von Zweigbetrieben in anderen Bezirken der DDR. So entstand 1957 das Wälzlagerwerk Luckenwalde „Willy Sägebrecht“, das ein Teilsortiment des Berliner Werkes herstellte.
Später kamen weitere Wälzlagerfabriken in Leipzig Böhlitz-Ehrenberg, in Fraureuth und in Ronneburg hinzu. Alle Fertigungseinrichtungen wurden in den 1970er Jahren im VEB Kombinat Wälzlager und Normteile (Hauptsitz in Karl-Marx-Stadt) zusammengefasst.
Das Berliner Stammwerk erhielt 1961, zusammen mit der Umbenennung der Straße, den Ehrennamen des Gewerkschaftsfunktionärs Josef Orlopp.

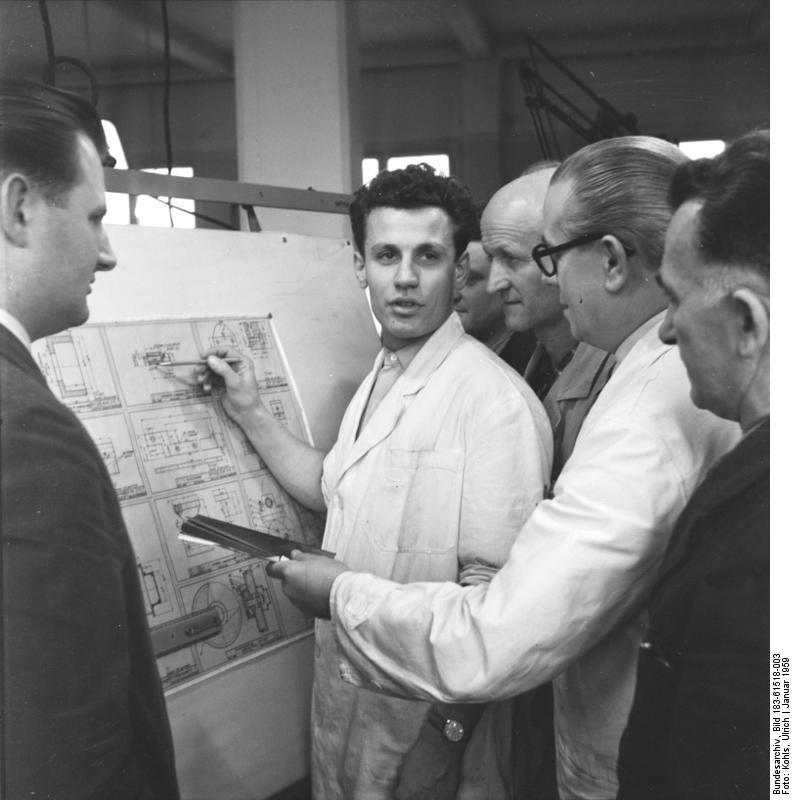
Arbeitsbesprechung in der Wälzlagerfabrik Berlin, unter anderem zur Vorbereitung des Einsatzes einer vollautomatischen Fließstraße; 1959.
Foto: Ulrich Kohls

Im Laufe der Jahre wurden die Produktionsanlagen stetig weiterentwickelt und auf den jeweils modernen technischen Stand gebracht. So waren Hochgenauigkeitsmaschinen und Messmittel vorhanden, in den 1980er Jahren auch NC-Maschinen. Schließlich kam ab den 1960er Jahren eine komplette automatische Fließstraße zum Einsatz.
Die Wälzlager wurden in fast allen Industriemaschinen, in der Fahrzeugindustrie, in Haushaltsgeräten und vielen anderen Erzeugnissen des täglichen Bedarfs eingebaut. Die breite Produktionspalette wurde im Rahmen des RGW abgestimmt und koordiniert, so dass auch die übrigen sozialistischen Staaten die Wälzlager aus Berlin beziehen und einsetzen konnten.
Das Wälzlagerwerk diente sowohl der Lehrlingsausbildung als auch als Stätte für den Unterrichtstag in der Produktion für Schüler der Lichtenberger Schulen. Für die Maschinenbedienung wurden ab den 1960er Jahren auch vietnamesische Vertragsarbeiter angelernt.

### „Aus“ für die Produktion und Nachnutzung der Gebäude
Wegen ausbleibender Zulieferteile aus anderen ehemaligen DDR-Betrieben wurde 1990 „nur noch ein Bruchteil der üblichen Produktmenge“ gefertigt. Die Arbeiter nutzten die Zeit zur Wartung und Reparatur der vorhandenen Maschinen. Es ist nicht genau bekannt, ob es 1991 einen neuen Eigentümer gab, unbestätigte Berichte ehemaliger Mitarbeiter nennen die FAG (Kugelfischer AG) (2011 in der Schaeffler-Gruppe aufgegangen) aus Schweinfurt. Nachdem der Kundenstamm gesichert und die vertragsmäßig festgelegte Fortsetzung der Produktion erreicht worden war, beschloss die Führungsebene die Schließung des Standortes in der Josef-Orlopp-Straße. (Der Zweigbetrieb in Luckenwalde wurde ebenfalls privatisiert und erzeugt unter dem Namen Dr. Schiller Walz- und Werkzeugtechnik GmbH nach dem Kaltwalzverfahren eigene Wälzlager oder Teile davon sowie Getriebeteile und Schiebemuffen.)
Was in Ost-Berlin blieb, ist eine Wälzlagerwerk Lichtenberg Vermögensverwaltungs GmbH direkt im Verwaltungsgebäude der Fabrik in der Josef-Orlopp-Straße.
Einige Maschinen aus Berlin konnten an Produktionsbetriebe vermittelt werden, der größere Rest wurde an einen ausländischen Honorarkonsul als Metallschrott verkauft. Zufällig wurde 1992 eine stillgelegte Hühnermastanlage in Trebbin entdeckt, die als Lagerstätte für fast die gesamten Maschinen und Ausrüstungen des Berliner Wälzlagerwerks diente.
Teile des Fabrikgeländes wurden verkauft oder langfristig verpachtet. Die Fläche der früheren Industriebahngleise auf dem Werksgelände wurde nach deren Stilllegung und Abbau der Gleisanlagen an eine Tankstelle veräußert. Die erhaltenen großen Produktionshallen werden als Lagerhallen für andere Großprodukte genutzt.
Die Wirtschaftsabteilung des Bezirksamts Lichtenberg weist unter der Projektnummer XVII-28 die gesamte Fläche im Bebauungsplanverfahren als Gewerbegebiet aus (Stand 2008).

## Lage und Beschreibung der Wälzlagerfabrik

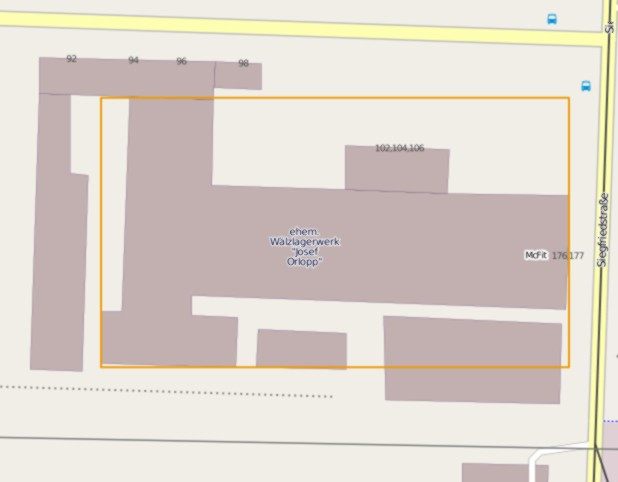
Lageplan des ehemaligen Wälzlagerwerks mit eingezeichneten Hausnummern auf OpenStreetMap, Stand 2010

Die Fabrik umfasste anfangs das Areal hinter den Hausnummern (alt 44–46), auf dem eine Maschinenhalle den meisten Platz einnahm. Ein übereck gestellter west-nördlicher dreistöckiger Kopfbau mit einem kleinen Innenhof diente der Verwaltung. Südlich an die Maschinenhalle schloss sich eine kleinere Lagerhalle an. Die Anlieferung des Rohmaterials und der Abtransport der fertigen Produkte erfolgte über die Industriebahn, die von der ehemaligen Terraingesellschaft zwecks verstärkter Ansiedlung von Fabriken parallel zur gesamten Rittergutstraße angelegt worden war. Die Betriebsfläche betrug etwa 36.500 m².

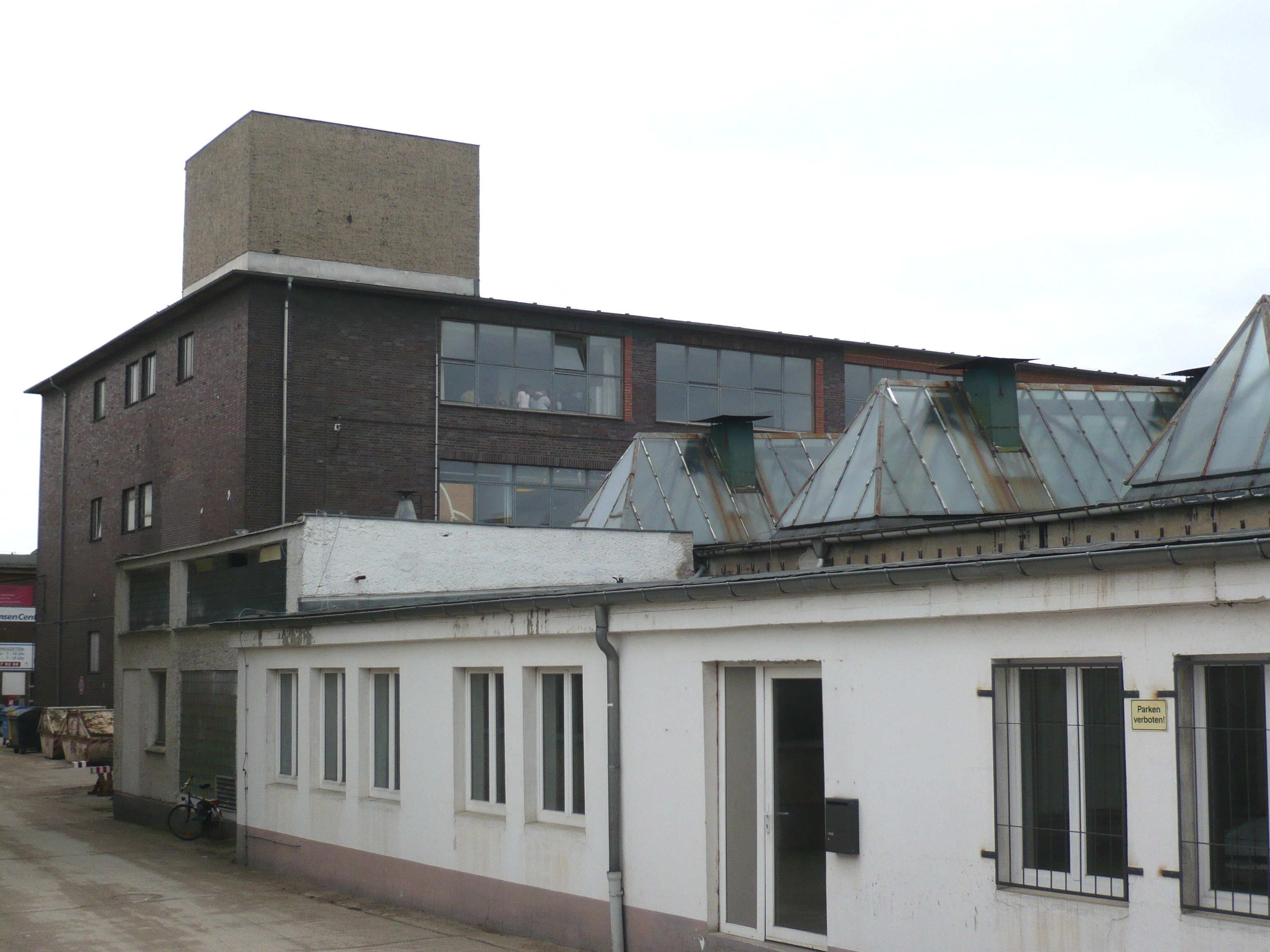
Im Vordergrund ein in den 1970er Jahren angefügter Bau des Wälzlagerwerkes mit den typischen Fabrikhallendächern.

Nach Erweiterungen in den 1970/1980er Jahren gehörte eine Fläche von rund 51.200 m² zum Werksgelände, die nördlich von der Josef-Orlopp-Straße, östlich von der Siegfriedstraße und südlich von der Bornitzstraße begrenzt wird. Vor allem im Bereich der Siegfriedstraße und der Bornitzstraße hatte die Direktion die Errichtung weiterer Produktions- und Lagerhallen veranlasst.

## Einige Erzeugnisse
- Axiallager
- Rillenkugellager Typ 6305[15]
- Schrägkugellager
- Zylinderrollenlager